# Ефод
Ефодът (на иврит: אֵפוֹד) има няколко значения в семитологията.
1. Част от ритуалното облекло на първосвещеника, надявано по време на богослужение. Ефодът представлява 2 пана от скъп материал, изтъкан с втъкани златни нишки фин ленен плат със слой от тхелет (специфичен синьо-виолетов цвят), пурпурен и кармин (специфичен червено-пурпурен цвят). Надява се на гърдите и гърба. Предната (гръдната) и задната (гръбната) част на ефода се свързвали с 2 нарамника, на които съответно е бил прикрепен позлатен оникс с имената на дванадесетте израилски колена (племена) Изх. 28:6-14; 39:2-7. На Ефода закрепен на златен ланец бил наперсникът, в който се намирали урим и тумим (Изх. 28:30) — двата камъка с помощта на които се изпитвала волята на Яхве.
2. Прост само ленен Ефод (Ефод бад), който намятали простите свещеници в храма. Такъв са намятали младия Самуил и Давид, когато са носели кивота.
3. На асирийските клинописни плочки от XIX век пр.н.е. и в Угаритските текстове от XV век пр.н.е. се упоменава епадът — женска дреха, одежда (виж и Нана и Танит).
4. В някои пасажи от Библията, Ефодът се упоменава заедно с домашните идоли (терафими) — Съд.17:5; 18:14,17 и след.; Ос. 3:4. В тези случаи може да се има предвид екзегезата както одеждите на идолите, така и може би и самите идоли (Съд. 8:27) (виж и Амрит).
5. Отец Хааниил (виж и Ханаан), княз от Манасиевото коляно (Чис. 34:23).